# Termodinámica del equilibrio
La termodinámica del equilibrio es el estudio sistemático de las transformaciones de la materia y la energía en los sistemas en términos de un concepto llamado equilibrio termodinámico. La palabra equilibrio implica un estado de equilibrio. La termodinámica del equilibrio, en los orígenes, se deriva del análisis del ciclo de Carnot. Aquí, típicamente un sistema, como cilindro de gas, inicialmente en su propio estado de equilibrio termodinámico interno, se desequilibra a través de la entrada de calor de una reacción de combustión. Luego, a través de una serie de pasos, a medida que el sistema se asienta en su estado de equilibrio final, se extrae el trabajo. 
En un estado de equilibrio, los potenciales, o fuerzas impulsoras, dentro del sistema, están en equilibrio exacto. Un objetivo central en la termodinámica del equilibrio es: dado un sistema en un estado inicial bien definido de equilibrio termodinámico, sujeto a restricciones especificadas con precisión, para calcular, cuando las restricciones son cambiadas por una intervención impuesta externamente, cuál será el estado del sistema. Una vez que ha alcanzado un nuevo equilibrio. Un estado de equilibrio se determina matemáticamente buscando los extremos de una función termodinámica potencial, cuya naturaleza depende de las restricciones impuestas en el sistema. Por ejemplo, una reacción química a temperatura y presión constantes alcanzará el equilibrio en un mínimo de la energía libre de Gibbs de sus componentes y un máximo de su entropía. 
La termodinámica de equilibrio difiere de la termodinámica de no equilibrio, ya que, con esta última, el estado del sistema bajo investigación normalmente no será uniforme sino que variará localmente en energía, entropía y distribuciones de temperatura a medida que los gradientes se imponen mediante flujos termodinámicos disipativos. En termodinámica de equilibrio, por el contrario, el estado del sistema se considerará uniforme en todo, definido macroscópicamente por cantidades tales como temperatura, presión o volumen. Los sistemas se estudian en términos de cambio de un estado de equilibrio a otro; tal cambio se llama proceso termodinámico. 
La geometría de Ruppeiner es un tipo de geometría de información que se utiliza para estudiar la termodinámica.  Afirma que los sistemas termodinámicos pueden ser representados por la geometría de Riemann, y que las propiedades estadísticas pueden derivarse del modelo.  Este modelo geométrico se basa en la idea de que existen estados de equilibrio que pueden representarse por puntos en una superficie bidimensional y la distancia entre estos estados de equilibrio está relacionada con la fluctuación entre ellos. 